# Traité de Saragosse
Le traité de Saragosse, signé le 22 avril 1529, est un accord entre le royaume de Portugal et le royaume de Castille, conclu sous l'égide du pape Clément VII, afin de compléter le traité de Tordesillas de 1494.
Le traité de Saragosse est une suite du voyage de Magellan (1519-1521) vers les Moluques, au nom de la couronne de Castille, alors que les Portugais, ayant atteint les Indes en 1498 en passant par le cap de Bonne-Espérance (Vasco de Gama), étaient déjà installés aux Moluques. Le voyage de Magellan est un désastre humain et un échec sur le plan commercial, même s'il est à l'origine de la première circumnavigation de l'Histoire.
Le roi de Castille et d'Aragon, Charles Quint, décide alors de négocier avec le Portugal (1524) dans le cadre d'une commission scientifique, la commission de Badajoz-Elvas, qui ne parvient à aucun résultat. Deux autres expéditions vers les Moluques sont tentées par les Espagnols, en 1525 et en 1527 : deux nouveaux échecs.
Des négociations diplomatiques sont alors engagées, aboutissant au traité de Saragosse, qui fixe de façon explicite le méridien de partage dans l'océan Pacifique à l'est des Moluques, mais donne aux Espagnols le droit de s'installer dans les îles Philippines, bien qu'elles se trouvent à l'ouest de ce méridien.
Le nom du traité évoque la ville où il a été signé, Saragosse, capitale du royaume d'Aragon.

## Contexte

### Les grandes découvertes
Dans les années 1410, les Portugais se lancent dans l'exploration des côtes d'Afrique. En 1488, Bartolomeu Dias découvre le cap de Bonne-Espérance et en 1498, Vasco de Gama atteint Calicut. Les Portugais s'installent ensuite en différents lieux des Indes, notamment aux Moluques.
Dès les années 1450, le pape accorde aux Portugais l'exclusivité de la navigation au sud des Canaries, possession de la Couronne de Castille. La reine de Castille, Isabelle, et son époux le roi Ferdinand d'Aragon, reconnaissent cette situation par le traité d’Alcáçovas (1479).
Mais après avoir achevé la Reconquista (3 janvier 1492), les Rois catholiques chargent Christophe Colomb d'atteindre les Indes en traversant l'océan Atlantique. En octobre 1492, Colomb découvre plusieurs îles des Caraïbes, notamment Hispaniola et Cuba, qu'il identifie à des territoires inconnus d'Asie.
Ces découvertes étant revendiquées par le roi de Portugal, un compromis est signé en 1493 sous l'égide du pape : le traité de Tordesillas, qui établit un méridien traversant l'océan Atlantique et séparant une zone d'exclusivité portugaise et une zone d'exclusivité castillane. Ce méridien est situé à 370 lieues à l'ouest des îles du Cap Vert.

### La colonisation portugaise aux Moluques
En 1511, Afonso de Albuquerque conquiert Malacca, ville importante dans le commerce entre pays d'Asie. Il entend alors parler des Moluques, un archipel situé entre les Célèbes et la Nouvelle-Guinée.
Les Moluques sont considérées comme les « îles aux épices », étant productrices exclusives de certains d'entre eux (notamment le clou de girofle et la noix de muscade). En 1512, Albuquerque envoie une expédition commandée par Antonio de Abreu aux Moluques, précisément aux îles Banda.
Francisco Serrão, second de l'amiral Abreu, obtient du sultan de Ternate le droit de construire une forteresse : le fort de São João Baptista de Ternate, dont il devient commandant. Or Serrão est un ami du navigateur Fernão de Magalhães (Magellan), qui est alors en poste à Malacca.

### Le projet et l'expédition de Magellan (1519-1522)
Magellan met alors au point un projet qui reprend celui de Christophe Colomb : atteindre les Indes, notamment les Moluques, en traversant l'Atlantique, puis le Pacifique (moyennant la découverte d'un passage maritime). Il est aussi persuadé que les Moluques devraient appartenir à la Couronne de Castille. Rentré en Europe, il quitte le Portugal pour la Castille (comme Colomb en 1485) et s'installe à Séville, le centre du monde colonial espagnol. Il réussit à convaincre plusieurs hauts personnages du royaume, et en 1518, obtient l'accord du roi, Charles Ier de Castille (et d'Aragon), qui va être élu empereur en 1520 sous le nom de Charles Quint.
L'escadre quitte Séville en août 1519, atteint l'Amérique du Sud et découvre le passage espéré : le détroit de Magellan. Il atteint les Philippines en 1521, mais y est tué en avril en prenant part à un conflit entre chefs indigènes. Les deux navires rescapés, commandés par Juan Sebastián Elcano atteignent les Moluques (Tidore) en novembre, chargent une cargaison d'épices. Elcano part avec un navire vers l'ouest (dans les mers portugaises) et atteint Séville en 1522, réalisant la première circumnavigation, qui n'était pas prévue dans le projet de Magellan. Le second navire repart vers l'Amérique, mais est intercepté par la marine portugaise.

## Les négociations

### La commission de Badajoz-Elvas (1524)
Dès 1524, une commission scientifique, dite Junta de Badajoz-Elvas est mise en place afin de préciser la situation des Moluques. Mais à cette époque, le calcul de la longitude n'est pas du tout au point, contrairement au calcul de la latitude.
La commission comprend, pour chaque partie, trois astronomes, trois pilotes et trois géographes. Ils se réunissent à Badajoz et Elvas, mais ne parviennent pas à un accord.

### Les tentatives espagnoles vers les Moluques de 1525 et de 1527
Charles Quint envoie une seconde expédition en 1525, dirigée par García Jofre de Loaísa pour coloniser les Moluques, persuadé lui aussi qu'elles se trouvent dans la zone castillane selon le traité de Tordesillas.
L'expédition est un échec, de même que celle organisée par Hernán Cortés à partir de la Nouvelle-Espagne (actuel Mexique) en 1527, avec Álvaro de Saavedra, qui atteint les Moluques (Tidore), mais ne réussit pas à trouver les vents de retour et est capturé lui aussi par les Portugais.
Dans ces conditions défavorables pour les Espagnols, un compromis doit être trouvé. Les choses sont facilitées par le fait qu'en 1526, Charles Quint est devenu l'époux de l'infante Isabelle de Portugal.

### Les négociations de Saragosse
Des négociations diplomatiques sont engagées en vue de trouver un compromis.

## Le traité

### Rédaction et signature
Les plénipotentiaires signataires sont António Azevedo Coutinho pour le Portugal et pour l'Espagne, le comte Mercurio de Gatinara, Garcia de Loyosa, évêque d'Osma, et Garcia de Padilla, commandeur de Calatrava.

## Contenu du traité
Le traité de Saragosse définit la continuation du méridien de Tordesillas dans le Pacifique comme passant à 297 lieues à l'est des Moluques (c'est-à-dire, selon notre système de coordonnées, à la longitude 133° Est), qui sont donc reconnues comme portugaises.
En contrepartie, le Portugal doit payer 350 000 ducats d'or à la Couronne de Castille (en l'occurrence, les mesures faites ultérieurement montrent que, en prolongeant le méridien défini par le traité de Tordesillas, les Moluques se trouvaient en zone portugaise).
Un point important est que les Philippines, où les Portugais ne sont pas présents et qui ont été découvertes par Magellan en 1521, sont reconnues comme relevant de la Castille, bien que situées à l'ouest du méridien défini à Saragosse.
Les deux parties s'accordent pour estimer que toute incursion non autorisée de marins d'autres origines dans leurs zones respectives serait un acte de piraterie.